# 3311 Подобєд
3311 Подобєд (3311 Podobed) — астероїд головного поясу, відкритий 26 серпня 1976 року.
Тіссеранів параметр щодо Юпітера — 3,328.
Названий на честь радянського астронома Володимира Подобєда.